# Fototipia

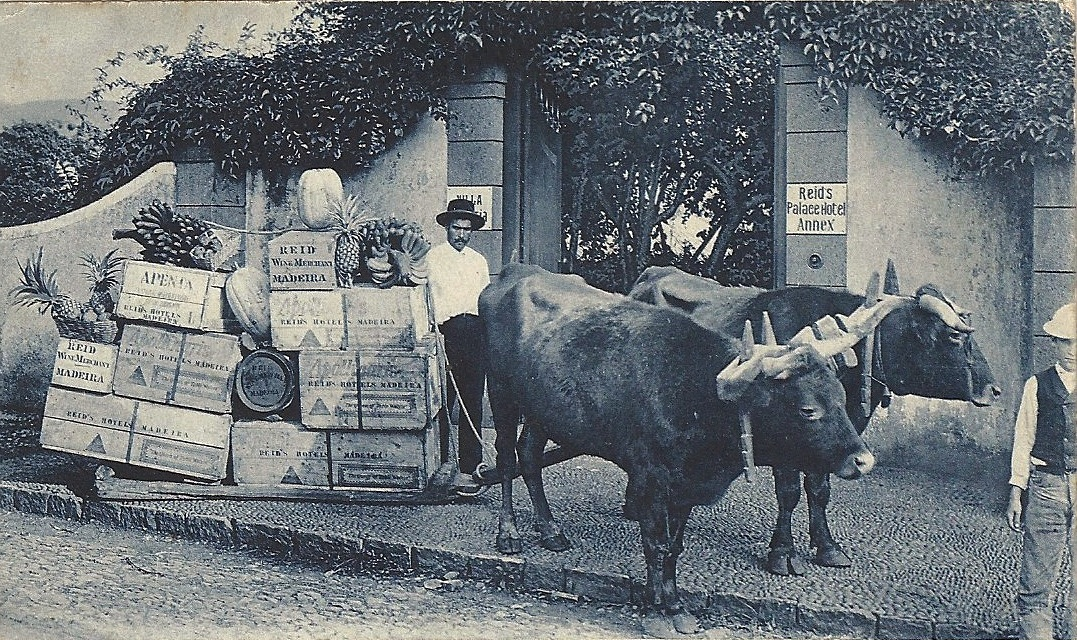
Postal enviado em 1914 com uma vista da ilha da Madeira, impresso em fototipia, com tinta azul. Autor da fotografia original: Manuel de Olim Perestrelo.

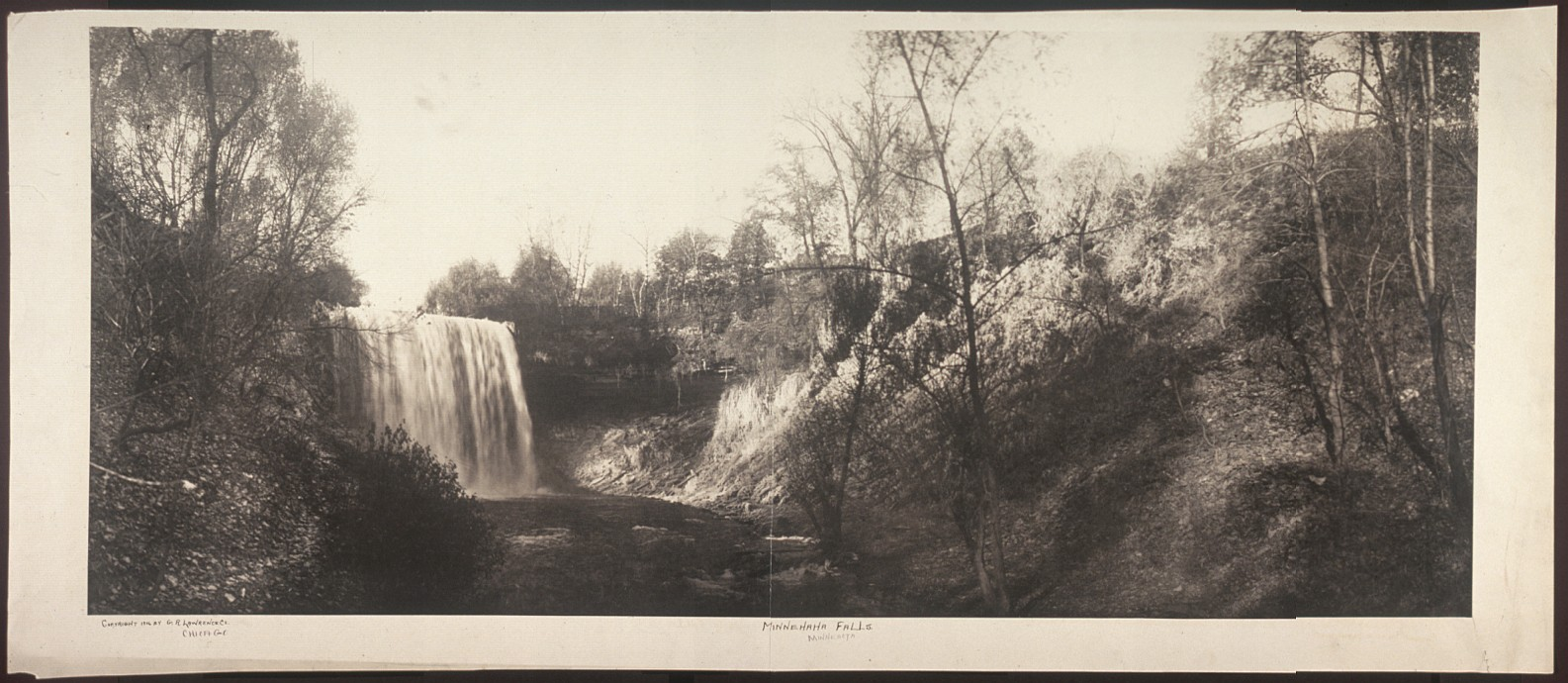
Vista das Cataratas de Minnehaha, em fototipia. Fotografia de Geo. R. Lawrence, de 1906.

A fototipia (phototypie em francês, collotipia em italiano, Lichtdruck em alemão e collotype em inglês) foi um processo fotomecânico de impressão utilizado em oficinas de artes gráficas até o início do século XX. Idealizado em 1856 por Louis Alphonse Poitevin, foi posteriormente aperfeiçoado por Joseph Albert, pelo que também é conhecido como albertipo. Trata-se de um processo de impressão fotomecânica que permitia imprimir muitas provas a partir da mesma matriz; os avanços da tecnologia fotográfica e o surgimento da fotogravura aplicada à imprensa começaram a destronar a fototipia a partir ainda na primeira metade do século XX.

## Funcionamento
Sobre uma matriz constituída por uma placa de vidro, estendia-se uma camada de emulsão fotossensível de bicromato de gelatina, que era impressionada mediante cópia por contacto com o negativo fotográfico. A gelatina tornava-se mais insolúvel nas zonas transparentes da imagem. Desta forma, a tinta era mais facilmente absorvida nestas áreas transparentes.
Este procedimento permitia tirar um número limitado de 500 cópias, já que a gelatina se ia deteriorando durante o processo de impressão, perdendo-se a nitidez da imagem. Este sistema foi muito usado na impressão de bilhetes-postais entre 1868 e meados do século XX.

## Controvérsia
Em Portugal, existe uma controvérsia sobre quem introduziu a fototipia no país. Carlos Relvas, fotógrafo português, gabava-se de ter introduzido, supostamente em junho de 1875, este processo de reprodução. Não obstante, José Júlio Bettencourt Rodrigues, da Secção Photographica da Direcção Geral dos Trabalhos Geodesicos, Topographicos, Hydrographicos e Geologicos do Reino, também dizia ter feito, no final de 1874, ensaios com este processo.
Emílio Biel e Domingos Alvão foram ativos praticantes deste processo de impressão em Portugal.